# Rhinoclavis brettinghami
Rhinoclavis brettinghami is een slakkensoort uit de familie van de Cerithiidae. De wetenschappelijke naam van de soort is voor het eerst geldig gepubliceerd in 1974 door Cernohorsky.